# Van Doorselaer

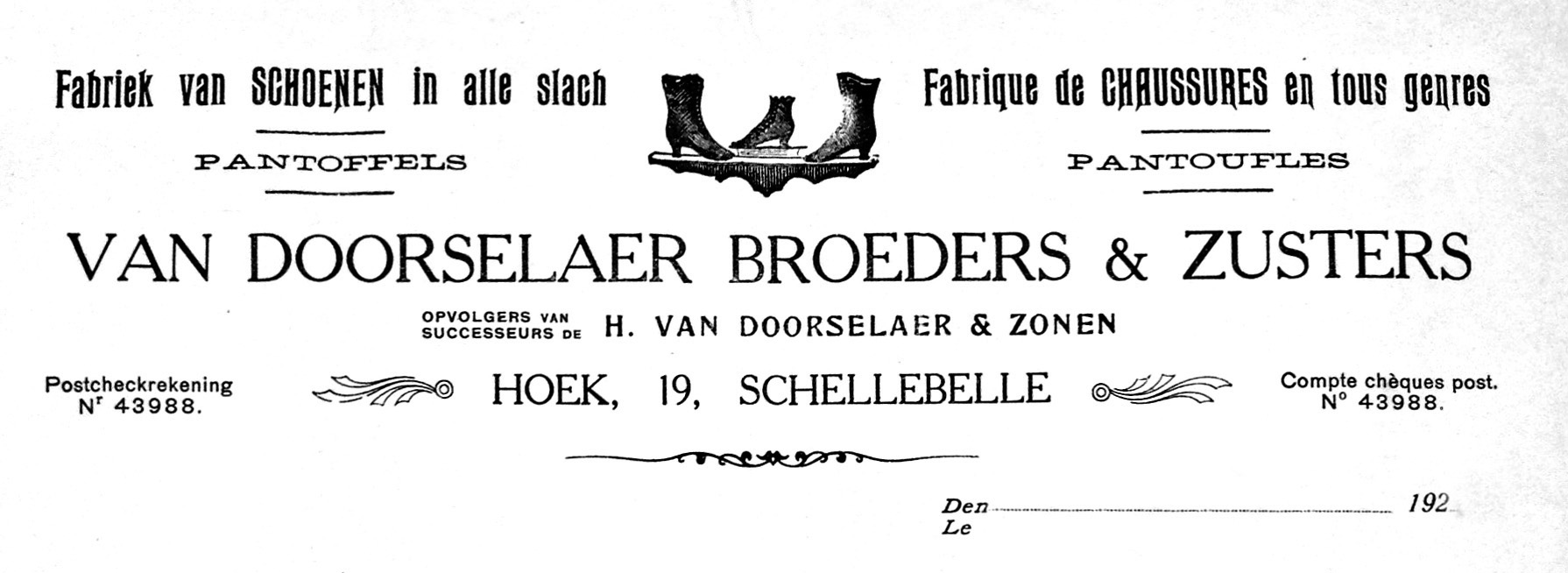
Briefhoofd schoenfabriek Van Doorselaer 1923

Van Doorselaer Broeders & Zusters was een schoenfabriek in de Hoek 19 te Schellebelle.

## Geschiedenis
Landbouwer Henri Van Doorselaer had drie zonen. Elie Van Doorselaer, geboren in 1883, was de oudste. Op de lotelingenlijst ‘Klas 1903’ voor legerdienst werd voor Elie al het beroep cordonnier (schoenmaker) opgegeven. Hij leerde het beroep bij Alexander De Waele die rond 1896 een pantoffelfabriek was gestart in de Statiestraat te Schellebelle. Elie was dus de eerste schoenmaker in de familie.
Kamiel van Doorselaer, geboren in 1890, was tot 1916 meewerkende landbouwer op de boerderij thuis. Onder impuls van zijn oudere broer leerde hij waarschijnlijk het beroep van schoenmaker aan bij Martin De Beul in Aalst.
De derde broer, Jean Baptist Van Doorselaer, geboren in 1893, was tot 1913 fabrieksarbeider, mogelijk ook in een schoenfabriek. Tijdens de Eerste Wreldoorlog werd hij opgeroepen bij de artillerie van de Antwerpse fortengordel. Na de val van Antwerpen op 10 oktober 1914 verzeilde hij in Nederland en werd hij geïnterneerd in het kamp Zeist en later in Duivendrecht. (Ouder-Amstel). Hij werd er te werk gesteld in de militaire schoenfabriek van J.P Larsen & Zn in Watergraafsmeer te Amsterdam. Eind januari 1919 zwaaide hij af uit het leger.
Na de terugkeer van Jean Baptist uit Nederland groeide bij Elie, Kamiel en Jean Baptist Van Doorselaer de idee om samen een schoenbedrijf op te richten. ’s Avonds en in vrije momenten maakten de drie broers schoenen en pantoffels op ambachtelijke wijze. Ze deden dit thuis in de voojerij (voederij = de ruimte tussen de koestal en het woonhuis waar het voer voor de dieren gemengd werd). Het stikwerk gebeurde door de zussen Celine en Louise die als stiksters waren opgeleid.
Samen met hun vader Henri richtten zij op 1 september 1920 een handelsvennootschap op. Op 10 oktober 1921, één jaar en tien dagen na de officiële oprichting overleed Henri Van Doorselaer. Op 4 december 1921, minder dan twee maanden na het overlijden van haar man, overleed ook de moeder Maria Roels.
De eerste vennootschap ging in liquidatie en tijdens de afwikkeling van de liquidatieprocedure werd de eerste werkplaats en het eerste kantoor gebouwd. Op 1 januari 1926 werd door Elie François, Kamiel, Jean Baptist, Celina en Louise Van Doorselaer een nieuwe vennootschap gesticht onder de naam:
Van Doorselaer broeders en zusters
Vennootschap in gezamenlijken naam
De zonen van de medeoprichters Elie Van Doorselaer werden achtereenvolgens mede tewerkgesteld in het bedrijf:
- 1920, Richard Van Doorselaer
- 1926, Alfons Van Doorselaer
- 1928, Joseph Van Doorselaer

Bij het overlijden van hun vader werden zij medeaandeelhouders.
Armand Van Doorselaer was de enige zoon van medeoprichter Jean Baptist Van Doorselaer. Vanaf 1945 werd ook hij medewerker en later medeaandeelhouderna het overlijden van zijn vader.
Het bedrijf werd bekend om de degelijke kwaliteit van de afgewerkte schoenen en groeide jaar na jaar verder uit. Op het topmoment werkten er 120 medearbeiders.  Maar vanaf eind de jaren zestig veranderde de situatie voor de Belgische schoennijverheid snel door het openstellen van de Europese markten vanaf 1957. Door die massale invoer begon het minder goed te lopen in de schoennijverheid in Vlaanderen en dus ook in Schellebelle.
Dit familiebedrijf bleef uiteindelijk 62 jaar bestaan en ging in vereffening in 1982. 

## Merknamen
- V.D.
- Van Doorselaer Quality [2]

## Gebouw

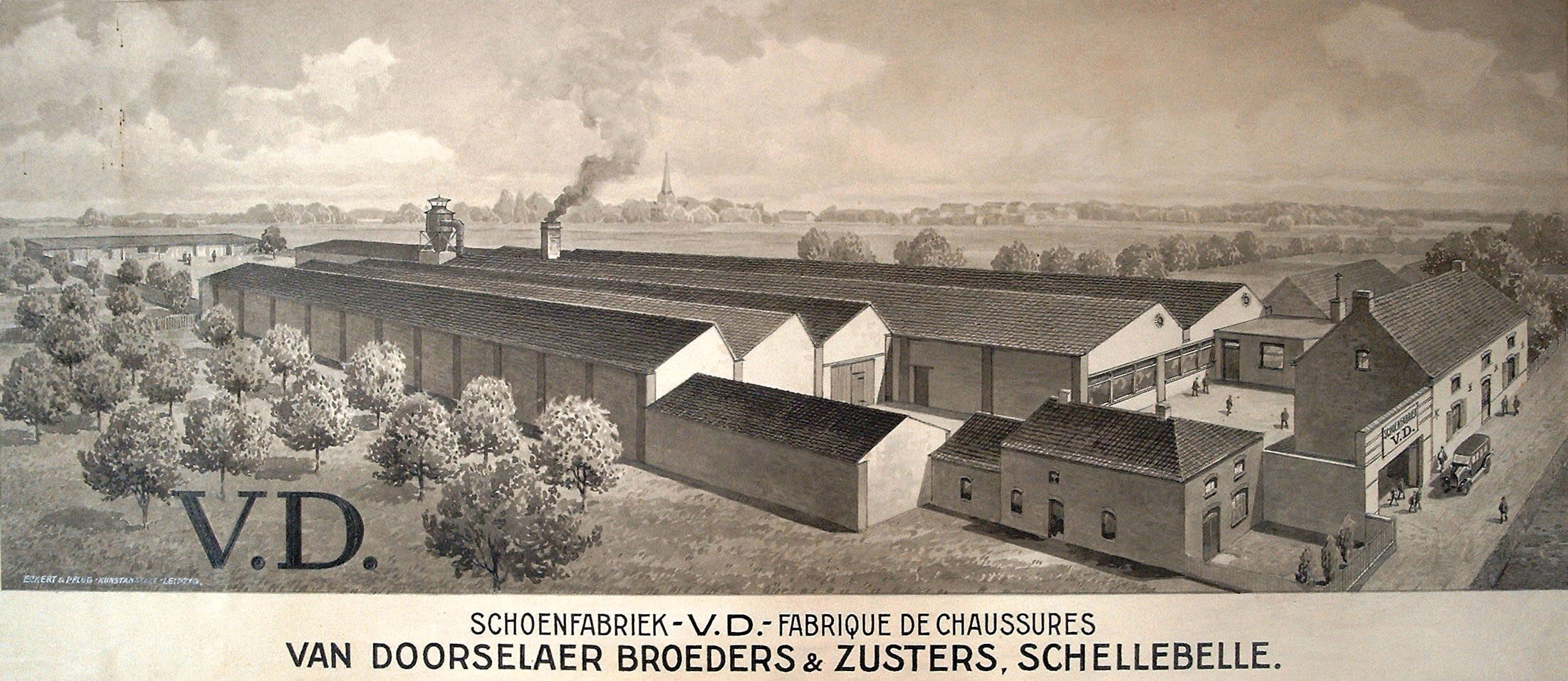
Lithografie van schoenfabriek Van Doorselaer 1935

Omstreeks 1920 werd bij het ouderlijke huis van de familie Van Doorselaer in Hoek 19 in Schellebelle met schoenfabricatie gestart. Het woonhuis had twee bouwlagen, deels met plat dak. Achterin gelegen bakstenen bedrijfsgebouw, volgens kadasterarchief bouw van 1927 en in 1936 vergroot.
In de voorgevel in ruitvormige gevelsteen de letters VD verwijzend naar het familiebedrijf Van Doorselaer. Het adres wijzigde in officiële documenten achtereenvolgens van Hoek 19 (1920) naar Hoek 25 (1951). Het woonhuis was gelegen op Hoekstraat 49. 